# アイスランド人の名前
アイスランド人の名前（アイスランドじんのなまえ）は、現在の西洋の姓（名字）制度とは異なっている。アイスランドでは直近の父（時には母）の名前を反映した父称（母称）を用いる。

## 父称（母称）

アイスランド人の父称による命名システムを示す家系図の一例。
この例では父親の名が「Stefán Gunnarsson」（ステファン・グナーソン）であり、息子が「Róbert」（ロバート）、娘が「Harpa」（ハルパ）であることを示している。
この例に従えば、息子のフルネームは「Róbert Stefánsson」（ロバート・ステファンソン）、娘のフルネームは「Harpa Stefánsdóttir」（ハルパ・ステファンドッティル）となる（Stefánの後に付くsは「〜の」の意。）。

アイスランドはノルウェー、スウェーデン、デンマーク、デンマーク自治領のフェロー諸島のスカンジナビア諸国と共通の文化的遺産を共有している。しかしながら、アイスランド人はその他のスカンジナビア人とは異なり、以前は全てのスカンジナビア諸国で使われていた、伝統的な命名制度を使い続けている（フェロー諸島では再び使われるようになった）。有名な例は赤毛のエリクの息子レイフ・エリクソンである。アイスランド人の名前は姓を用いない。個人の名字はその個人の父親の名（ファーストネーム）を示している（母親の場合もある）。
例えば、Jón Einarssonという人物にÓlafurという息子がいる時、Ólafur のラストネームは父親と同様のEinarssonとはならず、文字通り「Jónの息子 (son) 」を示すJónsson (Jóns + son) となる。このとき、Jón は属格（＝所有格）の Jónsをとる。同様の慣習は娘に対しても用いられる。Jón Einarsson の娘 Sigríður のラストネームは Einarsson ではなく、文字通り「Jónの娘 (dóttir) 」を示すJónsdóttir (Jóns + dóttir) となる。
時には、親のファーストネームの代わりにミドルネームに由来する名字を名乗ることがある。例えば、Jón が Hjálmar Arnar Vilhjálmssonの息子であれば、Jón Hjálmarsson（Hjálmarの息子Jón）あるいは Jón Arnarsson（Arnarの息子Jón）と名乗ることができる。この理由は、親が普段ファーストネームよりもミドルネームで呼ばれていたことによる（これはかなり一般的である）。また、親のミドルネームの方が子供のファーストネームに合う場合もあるかもしれない。
同じ社会的集団に属する2人の人物が同じファーストネームかつ父親の名前も同じだった場合は、祖父の名前によって社会的に区別されることもある: 例、Jón Þórsson Bjarnarsonar（Bjarniの息子Þórの息子Jón）、Jón Þórsson Hallssonar（Hallurの息子Þórの息子Jón）。この方法は一般的ではないが（ミドルネームが通常使われる）、アイスランド人のサガで容易に見ることができる。

## 選択肢としての母称
アイスランド人の名字の圧倒的多数は父親の名前であるが、母親の名前を用いる場合もある（例えば母親あるいは子供が生物学的父親との社会的結び付きを断ち切りたい時など）。社会的主張として母称を用いる女性もいるし、単純にスタイルとして選択するものもいる。父親が誰か分からない者も母称を用いることがある。
これらの場合全てにおいて、慣習は同一である。Bryndísの息子ÓlafurはÓlafur Bryndísarsonとなる。母称を用いているよく知られたアイスランド人には、サッカー選手のヘイザル・ヘルグソンや小説家のGuðrún Eva Mínervudóttirがいる。中世の人物にはEilífr Goðrúnarsonがいる。
母称と父称を共に用いる者もいる。例えば元レイキャヴィーク市長のDagur Bergþóruson Eggertssonである。

## 父称（母称）以外の姓
アイスランドにもいくつかの姓が存在する。これらのほとんどは外国に起源を持つ親から受け継がれ、借用されたものもある。姓を受け継いだ著名なアイスランド人には、元首相のゲイル・ホルデ、サッカー選手のエイドゥル・グジョンセン、女優のKristbjörg Kjelld、俳優のマグナス・スケーヴィング、映画監督のバルタザル・コルマキュル、女優のアニタ・ブリエム、ニュースリポーターのElín Hirstがいる。1925年以前は、新姓を名乗ることが法的に認められていた。この例の一人はノーベル文学賞を受賞したハルドル・ラクスネスである。1925年からは、親から受け継いだ法的権利のあるもの以外姓を名乗ることはできない。

## 命名に関する規則
名に関しては、以前にアイスランドで使われたことのないファーストネームを付ける場合には、アイスランド命名委員会（アイスランド語: Mannanafnanefnd）の許可が必要である。名前が受理される判断基準はアイスランド語に容易に取り入れられるかどうかである。まず、名前はアイスランド語のアルファベットにある文字のみを含んでいる必要があり、次に語形変化できなければならない（すなわち、格に応じて変化する）。

## 文化的影響
アイスランドでは、電話帳といった人名簿は名字ではなくファーストネームがアルファベット順に並んでいる。曖昧さを低減するため、電話帳はさらに、職業別の一覧にもなっている。同様の名前-父称のスタイル（例: イワン・ペトローヴィチ Ivan Petrovich）が歴史的に使用されていたロシアでは、大多数の人々が名字を名乗ることを余儀無くされ、父称はミドルネームや会話の際の敬称として使われている。
アイスランド人は正式には他者をファーストネームで呼ぶ。例として、旧首相のヨハンナ・シグルザルドッティルは'Ms' シグルザルドッティルではなく、ファーストネームあるいはフルネームで呼ばれる。
もし同じ集団にJónという名前の人物が二人おり、一方がJón Einarsson、もう一方がJón Þorlákssonとすると、Jón Einarssonは"Jón Einars"と呼ばれ、Jón Þorlákssonは "Jón Þorláks" と呼ばれることがある。これらの2人の人物と同時に会話する場合は、付属する "son" は使う必要はなく、父親の名前がニックネームの様に用いられる。しかし、多くの人々は代わりにミドルネームで呼ばれるため、このような状況は一般的ではない。
アイスランド人歌手・女優のビョークは芸名ではなく、単純に自分のファーストネームを使用している（フルネームはBjörk Guðmundsdóttir）。アイスランド人は彼女のことを正式か非公式かにかかわらず「ビョーク」と呼ぶ。もしインタビュアーが英語風の呼び方にこだわるのであれば、"Ms Björk"が使われる。
それぞれの人物が父称を使用している結果として、家族内には通常様々なラストネームが存在する。父親がJón Einarsson、母親がBryndís Atladóttirである場合、子供は父称を用いればÓlafur JónssonとSigríður Jónsdóttirとなる。母称を用いるのならば、Ólafur BryndísarsonとSigríður Bryndísardóttirとなる。
アイスランドの命名制度は、特に若い子供を伴った家族海外旅行の際に問題を引き起こすことがある。これは、北欧圏から離れた場所の人々はアイスランド人の慣習に馴染みがなく、子供が親と同じ名字を持っていると考えるからである。
しかしカナダ、マニトバ州のアイスランド人コミュニティーといった外国に居住するアイスランド出身の人々は、伝統的なアイスランドの命名制度を保持していないことが多い。代わりに、居住する国の命名慣習を一般的に取り入れている。多くの場合は、新しい国に移住してきた先祖の父称を姓として使用し続けている。